# Музей русской гармоники А. Мирека
Музей русской гармоники А. Мирека — культурное учреждение, посвящённое истории развития и существования музыкальных инструментов семейства гармоник в России. Основан Альфредом Мартиновичем Миреком — доктором искусствоведения, профессором, заслуженным деятелем искусств России. Музей является одним из четырёх подобного рода во всём мире.

## История
С 1947 года до начала 1970-х Альфред Мирек собирает огромный научно-исторический материал по гармоникам — более двухсот редких видов музыкальных инструментов, фотографий, биографических сведений, афиш, грамзаписей, архивных документов и других материалов. Для своей коллекции, в 1952—56 годах, он строит частный двухэтажный дом-музей в Посёлке научных работников (43 км от Москвы, городское поселение Софрино), который пользовался большой популярностью, в том числе и у иностранных специалистов из Румынии, Чехословакии, Болгарии, Германии, Польши, Голландии, стран Африки. В 1980—1994 годах Альфред Мирек собирает ещё около ста образцов гармоник.
В 1996 году, при поддержке своего друга, Народного артиста СССР Юрия Никулина и других известных деятелей культуры, Альфред Мирек подаёт прошение на имя мэра Москвы о необходимости создания «Международного музея русской гармоники». В том же году, в центральной части города было выделено помещение для создания будущего музея. В 1997-м Альфред Мирек передаёт в дар Москве, на её 850-летие, всю коллекцию своего частного музея, и в 1998-м эти экспонаты были включены в состав фондов «Музея Москвы». 12 января 1999 года выпущено постановление Правительства Москвы «О создании Музея русской гармоники А. Мирека на правах отдела-филиала „Музея Москвы“». Открытие состоялось 28 декабря 2000 года. С 2017 года является частью Мемориального музея имени А. Скрябина.

## Сотрудники
- Наталья Александровна Мирек (Вороненко[5]) — заведующая музеем[6], член ЮНЕСКО, кандидат педагогических наук[7].
- Елена Владимировна Устименко — заведующая научно-просветительским сектором, лауреат всероссийских и международных конкурсов и фестивалей (аккордеон).[8].
- Геннадий Павлович Васильев — старший научный сотрудник, лауреат всероссийских и международных музыкальных конкурсов и фестивалей (гармонь), участник телепрограммы «Играй, гармонь любимая!»[9].
- Барышева Ирина Васильевна — научный сотрудник, лауреат всероссийских и международных музыкальных конкурсов и фестивалей, солистка шоу-дуэта «Ларго», артист оркестра государственного театра им. Е.Вахтангова.
- Любакова Наталья Александровна — научный сотрудник
- Татьяна Александровна Карасёва — научный сотрудник[1].
- Пшенина Светлана Николаевна — диспетчер-культорганизатор высшей категории.

Бывшие сотрудники
- Альфред Мартинович Мирек — основатель и главный специалист-хранитель музея (до 2009 года).
- Зотикова Мария — научный сотрудник.
- Полина Приведён — младший научный сотрудник[5].

## Фильмография
- 2008 — «Музей русской гармоники Альфреда Мирека» (компания ООО «Регион-Фильм», студия «Молох»).
- Передача «Музеи России», выпуск «Музей русской гармоники» (26.06.2006) // Первый образовательный канал. Телекомпания СГУ ТВ (, , ).